# Lamure-sur-Azergues
Lamure-sur-Azergues is een gemeente in het Franse departement Rhône (regio Auvergne-Rhône-Alpes) en telt 871 inwoners (1999).
De gemeente maakt deel uit van het arrondissement Villefranche-sur-Saône. Tot het in maart 2015 werd opgeheven was het de hoofdplaats van het kanton Lamure-sur-Azergues, sindsdien valt het onder het kanton Tarare.

## Geografie
De oppervlakte van Lamure-sur-Azergues bedraagt 15,6 km², de bevolkingsdichtheid is 55,8 inwoners per km².

## Verkeer en vervoer
In de gemeente ligt spoorwegstation Lamure-sur-Azergues.
De onderstaande kaart toont de ligging van Lamure-sur-Azergues met de belangrijkste infrastructuur en aangrenzende gemeenten.

## Demografie
Onderstaande figuur toont het verloop van het inwonertal (bron: INSEE-tellingen).